# Laboratorios Farmaceuticos Rovi
Laboratorios Farmacéuticos Rovi è un'azienda farmaceutica spagnola con sede a Madrid.

## Storia
Fu fondata da Juan López-Belmonte, che lasciò Albacete nel 1939 devastata dalla guerra civile e che fu bombardata fino a dieci volte, per trasferirsi a Madrid , creando nel 1939 la PAN Química Farmacéutica.
Poco dopo la sua fondazione, Pfizer acquistò le sue strutture e mantenne la maggior parte dei suoi lavoratori. Nel 1946 l'azienda si trasforma negli attuali Laboratori Rovi. Si distinse per il brevetto della bemiparina, un'eparina a basso peso molecolare . Dal 2007 è quotata in borsa, il che ha permesso la crescita internazionale dell'azienda.
Nel 2020, Rovi ha raggiunto un accordo con Moderna per produrre il vaccino anti COVID-19 dell'azienda statunitense in Spagna per i mercati al di fuori degli Stati Uniti .
Il 26 ottobre 2020, il presidente del governo, Pedro Sánchez, ha visitato le sue strutture ed ha ringraziato l'azienda per aver prodotto i primi vaccini contro COVID-19 in territorio spagnolo dall'inizio del 2021.
Da dicembre 2021 fa parte dell'indice azionario IBEX-35.